# Angel Heart
Angel Heart är en thrillerfilm från 1987, i regi av Alan Parker. Filmen är baserad på romanen Fallen Angel från 1978 av den amerikanske författaren William Hjortsberg.

## Handling
Filmen tar sin början i New York år 1955. Den småsjaskige privatdetektiven Harry Angel (Mickey Rourke) anlitas av en mystisk herr Louis Cyphre (Robert De Niro) till att finna den försvunne före detta smörsångaren Johnny Favorite. Cyphre hävdar att Favorite inte hållit sin del av ett kontrakt dem emellan och vill driva in skulden. Spåret efter Johnny Favorite är kantat av ockulta företeelser och leder Harry Angel till Louisiana där han bland andra stöter på den unga vodooprästinnan Epiphany Proudfoot (Lisa Bonet). 

## Om filmen
15 års åldersgräns på bio i Sverige. I USA gjorde filmen en mindre skandal då Lisa Bonet (med hellylle-image från komediserien Cosby) medverkar i en lång sexscen. Sexscenen var tvungen att kraftigt censureras för att filmen inte skulle bli klassad som en porrfilm av den amerikanska censurmyndigheten.

## Rollista (i urval)
- Mickey Rourke - Harry Angel
- Robert De Niro - Louis Cyphre
- Lisa Bonet - Epiphany Proudfoot
- Charlotte Rampling - Margaret Krusemark